# Jean Lafitte (Louisiana)
Jean Lafitte és una població dels Estats Units a l'estat de Louisiana. Segons el cens del 2000 tenia 2.137 habitants.

## Demografia
Segons el cens del 2000, Jean Lafitte tenia 2.137 habitants, 721 habitatges, i 575 famílies. La densitat de població era de 138 habitants/km².
Dels 721 habitatges en un 39,9% hi vivien nens de menys de 18 anys, en un 64,2% hi vivien parelles casades, en un 9,6% dones solteres, i en un 20,2% no eren unitats familiars. En el 15,8% dels habitatges hi vivien persones soles el 8,2% de les quals corresponia a persones de 65 anys o més que vivien soles. El nombre mitjà de persones vivint en cada habitatge era de 2,96 i el nombre mitjà de persones que vivien en cada família era de 3,31.
Per edats la població es repartia de la següent manera: un 27,2% tenia menys de 18 anys, un 11,7% entre 18 i 24, un 28,5% entre 25 i 44, un 23,4% de 45 a 60 i un 9,3% 65 anys o més.
L'edat mediana era de 34 anys. Per cada 100 dones de 18 o més anys hi havia 108,3 homes.
La renda mediana per habitatge era de 35.833 $ i la renda mediana per família de 40.163 $. Els homes tenien una renda mediana de 32.025 $ mentre que les dones 22.697 $. La renda per capita de la població era de 14.209 $. Entorn del 14,2% de les famílies i el 17% de la població estaven per davall del llindar de pobresa.

## Poblacions més properes
El següent diagrama mostra les poblacions més properes.